# Seznam uměleckých realizací ve veřejném prostoru na Hradčanech
Seznam uměleckých realizací na Hradčanech v Praze 1 a 6 obsahuje tvorbu výtvarných umělců umístěnou ve veřejném prostoru v katastrálním území Hradčany. Seznam je řazen podle ulic a nemusí být úplný.

## Seznam uměleckých realizací
| Název                                  | Fotografie                                                                                       | Lokace                                                         | Autor                                                                 | Rok       | Popis                             | Poznámka |
| -------------------------------------- | ------------------------------------------------------------------------------------------------ | -------------------------------------------------------------- | --------------------------------------------------------------------- | --------- | --------------------------------- | --- |
| 3 pylony                               | Kategorie „Tři pylony (Israel Hadany)“ na Wikimedia Commons                                      | Badeniho 50°5′46,26″ s. š., 14°24′29,52″ v. d.                 | Isreal Hadany                                                         | 1995      | duté pylony; železo, umělá koroze | Park Charlotty G. Masarykové |
| Pomník T. G. Masaryka                  | Kategorie „Statue of Tomáš Garrigue Masaryk by Rathouský, Vajce and Bartoš“ na Wikimedia Commons | Hradčanské náměstí 50°5′22,15″ s. š., 14°23′52,54″ v. d.       | Otakar Španiel (1881–1955) Jan Bartoš (*1947) Josef Vajce (1937–2011) | 2000      | socha, pomník                     | odhaleno 7. března; podle původní sochy z roku 1931 od Otakara Španiela umístěné v Pantheonu Národního muzea v Praze |
| Kašna v zahradě Šternberského paláce   |                                                                                                  | Hradčanské náměstí 57/15 50°5′26,33″ s. š., 14°23′43,42″ v. d. | Jan Lauda (1898–1959)                                                 | 1958      | fontána; žula, beton              | Šternberský palác, zahrada |
| Fontána na nádvoří Martinického paláce |                                                                                                  | Hradčanské náměstí 67/8 50°5′24,59″ s. š., 14°23′42,25″ v. d.  | Josef Vitvar, Aloisie Viškovská, Václav Hlavatý                       | 1967–1972 | fontána, kov                      | Martinický palác, nádvoří |
| Dívka s jablkem (†)                    |                                                                                                  | Chotkovy sady 50°5′38,2″ s. š., 14°24′21,5″ v. d.              | Břetislav Benda (1897–1983)                                           | 1957      | socha; bronz                      | Kulturní památka; instalována roku 1960, odcizena 1998 |
| NIKÉ 89                                | Kategorie „NIKÉ 89“ na Wikimedia Commons                                                         | Chotkovy sady 50°5′39,24″ s. š., 14°24′27,29″ v. d.            | Pavel Krbálek (1928–2015)                                             | 1989      | socha, kované železo              | park |
| Vějíř Žofie Chotkové                   | Kategorie „Fan of Sophie Chotková“ na Wikimedia Commons                                          | K Brusce 50°5′40,51″ s. š., 14°24′21,51″ v. d.                 | Martina Hozová (*1971)                                                | 2019      | fontána, kov                      | odhaleno 17. června |
| Komenský se loučí s vlastí             | Kategorie „J. A. Komenský (František Bílek)“ na Wikimedia Commons                                | Mickiewiczova 233/1 50°5′42,37″ s. š., 14°24′31,12″ v. d.      | František Bílek (1872–1941)                                           | 1926      | sousoší, pískovec                 | Bílkova vila, zahrada |
| Reliéf odkazující na Vratislava (†)    |                                                                                                  | Milady Horákové 50°5′49,65″ s. š., 14°24′17,59″ v. d.          | Slavoj Nejdl (1929–2007)                                              | 1978      | reliéf, kámen                     | Metro A-Hradčanská zakryto obchodem |
| Reliéf s Korunou                       | Kategorie „Reliéf s korunou (Jiří Prádler)“ na Wikimedia Commons                                 | Milady Horákové 50°5′49,66″ s. š., 14°24′17,6″ v. d.           | Jiří Prádler (1929–1993)                                              | 1978      | reliéf; kopaninská opuka          | Metro A-Hradčanská vestibul |
| Historie státnosti ČSSR                | Kategorie „Relief in the vestibule of Hradčanská metro station“ na Wikimedia Commons             | Milady Horákové 50°5′49,65″ s. š., 14°24′17,59″ v. d.          | Slavoj Nejdl (1929–2007)                                              | 1978      | reliéf, kámen                     | Metro A-Hradčanská vestibul |
| Marie Terezie                          | Kategorie „Statue of Maria Theresa in Prague“ na Wikimedia Commons                               | Milady Horákové 50°5′39,52″ s. š., 14°23′43,21″ v. d.          | Jan Kovařík (*1980)                                                   | 2020      | socha; umělý kámen, polyester     | odhaleno 20. října; Park Marie Terezie |
| Oblak                                  | Kategorie „Oblak (Josef Václav Schwarz)“ na Wikimedia Commons                                    | Na Valech 50°5′47,17″ s. š., 14°24′26,37″ v. d.                | Josef Václav Schwarz (1908–1988)                                      | 1964      | socha; pískovec, umělý kámen      | park Charlotty G. Masarykové |
| Rozum a srdce (Rozum a Cit) (†)        | Kategorie „Rozum a Cit (Kbely)“ na Wikimedia Commons                                             | Petřínské sady 50°4′51,82″ s. š., 14°23′51,12″ v. d.           | Ladislav Šaloun (1870–1946)                                           | 1934      | socha, pískovec                   | kulturní památka; původně osazeno v Růžovém sadu, po roce 1968 převezeno do zámku v Troji, po restaurování v roce 1975 umístěno ve Kbelích; socha je deponována a restaurována (uvedené souřadnice jsou pouze orientační) |
| Pomník Milana Rastislava Štefánika     | Kategorie „Statue of Milan Rastislav Štefánik by Bohumil Kafka on Petřín“ na Wikimedia Commons   | Petřínské sady 50°4′52,99″ s. š., 14°23′51,09″ v. d.           | Bohumil Kafka (1878–1942)                                             | 1937      | socha, bronz; 2,47 m              | kulturní památka; osazeno 1994, odhaleno 30. srpna; zmenšený model sochy vytvořené pro Bratislavu |
| Touha (†)                              |                                                                                                  | Petřínské sady 50°4′50,54″ s. š., 14°23′54,39″ v. d.           | Vilém Amort (1864–1913)                                               | 1899      | socha, bronz                      | kulturní památka; Zahrada Květnice, přemístěno do depozitáře |
| Rusalka (†)                            |                                                                                                  | Petřínské sady 50°4′49,62″ s. š., 14°23′55,21″ v. d.           | Vilém Amort (1864–1913)                                               | 1899      | socha, bronz                      | kulturní památka; Zahrada Květnice, po roce 1990 odcizeno |
| Vodník (†)                             |                                                                                                  | Petřínské sady 50°4′50,16″ s. š., 14°23′54,11″ v. d.           | Vilém Amort (1864–1913)                                               | 1896      | socha, bronz                      | kulturní památka; Zahrada Květnice, přemístěno do depozitáře |
| Polibek                                | Kategorie „Polibek (Petřín)“ na Wikimedia Commons                                                | Petřínské sady 50°4′54,49″ s. š., 14°23′46,75″ v. d.           | Josef Mařatka (1874–1937)                                             | 1910      | socha, pískovec                   | kulturní památka; osazeno 1921, přemístěno 1951 |
| Sluneční hodiny                        | Kategorie „Sluneční hodiny na Petříně (Pavel Vilímek)“ na Wikimedia Commons                      | Petřínské sady 50°4′53,09″ s. š., 14°23′51,19″ v. d.           | Oldřich Hlad Pavel Vilímek                                            | 1976      | sluneční hodiny                   | u hvězdárny |
| Dvě okna                               |                                                                                                  | Pražský hrad 50°5′26,47″ s. š., 14°24′2,97″ v. d.              | Stanislav Libenský (1921–2002) Jaroslava Brychtová (1924–2020)        | 1969      | vitráž; barevné tavené sklo       | vitráže v oknech kaple sv. Václava v katedrále sv. Víta, jižní průčelí |
| Eva                                    |                                                                                                  | Pražský hrad 50°5′28,32″ s. š., 14°24′9,65″ v. d.              | Stanislav Libenský (1921–2002) Jaroslava Brychtová (1924–2020)        | 1969      | vitráž; skleněná tavená plastika  | okenní otvor kaple sv. Anny v kláštěře sv. Jiří |
| Fontána Česká krajina                  |                                                                                                  | Pražský hrad 50°5′29,23″ s. š., 14°24′8,58″ v. d.              | Vladimír Janoušek (1922–1986) Rudolf Svoboda (1924–1994)              | 1969      | fontána; žula, bronz              | rajský dvůr Jiřského kláštera |
| Mládí (†)                              | Kategorie „Mládí (Miloš Zet)“ na Wikimedia Commons                                               | Pražský hrad 50°5′30,85″ s. š., 14°24′16,3″ v. d.              | Miloš Zet (1920–1995)                                                 | 1963      | socha, bronz                      | nádvoří Starého purkrabství, odstraněna v roce 2018 |
| Plastika s časoměrem                   | Kategorie „Plastika s časoměrem (Rudolf Svoboda)“ na Wikimedia Commons                           | Pražský hrad 50°5′28,03″ s. š., 14°24′1,59″ v. d.              | Rudolf Svoboda (1924–1994)                                            | 1982      | ocel, měď                         | severní parkán |